# ジェフリー・ホーン
ジェフリー・ホーン（Geoffrey Horne、1933年8月22日 - ）は、アルゼンチンの俳優。

## 出演作品
- ふたり
- 白い道
- テンペスト
- 悲しみよこんにちは
- 戦場にかける橋（ジョイス）